# Lydia Becker
Lydia Ernestine Becker (Manchester, 24 febbraio 1827 – Aix-les-Bains, 18 luglio 1890) è stata un'attivista britannica, leader del movimento per il suffragio femminile in Gran Bretagna e scienziata dilettante con interessi in biologia e astronomia.
È ricordata soprattutto per aver fondato e pubblicato il Women's Suffrage Journal tra il 1870 e il 1890.

## Biografia
Nata a Manchester, fu istruita in casa, come molte ragazze dell'epoca. Intellettualmente curiosa, studiò botanica e astronomia dal 1850 in poi, vincendo una medaglia d'oro per un documento accademico del 1862 sull'orticoltura. Cinque anni dopo fondò la Ladies 'Literary Society a Manchester.
Iniziò una corrispondenza con Charles Darwin e poco dopo lo convinse a inviare un documento alla società. Nel corso della loro corrispondenza, Becker inviò una serie di campioni di piante a Darwin, più una copia del suo libro intitolato Botany for Novices. Becker fu una delle numerose donne del XIX secolo che contribuirono, spesso di routine, al lavoro scientifico di Darwin. La sua corrispondenza e il suo lavoro ipotizzano che avesse un interesse particolare per le piante bisessuali ed ermafrodite, probabilmente perché da lei considerate una potente prova "naturale" di un ordine sessuale e sociale radicale ed alternativo.
Ricevette un premio nazionale nel 1860 per una collezione di piante essiccate preparate usando un metodo che aveva ideato in modo che conservassero i loro colori originali. Presentò un documento botanico all'incontro del 1869 della British Association for the Advancement of Science sull'effetto dell'infezione fungina sullo sviluppo sessuale in una specie di pianta. Sebbene la botanica fosse importante per lei, il suo lavoro per il suffragio femminile ebbe un ruolo centrale nella sua vita. Il suo coinvolgimento nel promuovere e incoraggiare l'educazione scientifica per ragazze e donne unì questi due aspetti.

## Ruolo nel suffragio femminile
Nell'autunno del 1866 Becker partecipò all'incontro annuale della National Association for the Advancement of Social Science, dove fu attratta da un articolo di Barbara Bodichon intitolato Reasons for the Enfranchisement of Women. Si dedicò all'organizzazione della questione e, nel gennaio 1867, convocò il primo incontro del Comitato per il suffragio femminile di Manchester, una delle prime organizzazioni del suo genere in Inghilterra. Lì conobbe il dottor Richard Pankhurst, marito della femminista Emmeline Pankhurst.
Diversi mesi dopo una donna di nome Lilly Maxwell comparve erroneamente nel registro degli elettori a Manchester. Becker visitò Maxwell e la scortò al seggio elettorale. Il presidente di seggio trovò il nome di Maxwell nell'elenco e le permise di votare. Becker dunque iniziò immediatamente a incoraggiare altre donne capofamiglia nella regione a presentare una petizione affinché i loro nomi apparissero nelle liste elettorali. Le loro lamentele furono presentate in tribunale da John Coleridge e Richard Pankhurst in Chorlton v. Lings, ma il caso fu archiviato.
Becker dunque avviò un tour di conferenze delle città del nord per promuovere il suffragio femminile, e nel giugno 1869 riuscì a garantire il voto per le donne alle elezioni comunali. Nel 1870 fu una delle quattro donne elette nel consiglio scolastico di Manchester in cui prestò servizio fino alla sua morte. Nello stesso anno Becker e la sua amica Jessie Boucherett fondarono il Women's Suffrage Journal. Durante un evento del 1874 a Manchester organizzato da Becker, la quindicenne Emmeline Pankhurst partecipò al suo primo incontro pubblico in nome del suffragio femminile.
Nel 1880 Becker e colleghi organizzarono una campagna nell'Isola di Man per il diritto delle donne al voto alle elezioni alla Camera delle chiavi. Inaspettatamente ebbero successo e si assicurarono per la prima volta il voto delle donne nell'isola alle elezioni del marzo 1881. Becker divenne presidente del Comitato centrale della National Society for Women's Suffrage. Tra gli altri membri del comitato vi erano Helen Blackburn, Millicent Fawcett, Jessie Boucherett, Eva McLaren, Margaret Bright Lucas, Priscilla Bright McLaren e Frances Power Cobbe.
Sostenendo che non vi fosse alcuna differenza naturale tra l'intelletto di uomini e donne, Becker fu una sostenitrice di un sistema educativo egalitario in Gran Bretagna. Inoltre pensava che le donne sposate o con un reddito stabile avessero un bisogno meno disperato di votare rispetto alle vedove e alle donne sole. Questo atteggiamento la rese oggetto di frequenti critiche sui giornali.

## Morte
Nel 1890 Becker visitò la città termale di Aix-les-Bains, dove si ammalò e morì di difterite all'età di 63 anni.
Dopo la sua morte, lo staff del Women's Suffrage Journal decise di interrompere la produzione.
Sul piedistallo della Statua di Millicent Fawcett, in Parliament Square a Londra, tra le 59 donne e quattro uomini che hanno sostenuto il suffragio femminile, compaiono anche il suo nome e immagine.

## Opere
- Botany for Novices (1864)
- "Female Suffrage" in The Contemporary Review (1867)
- "Is there any Specific Distinction between Male and Female Intellect?" in Englishwoman's Review of Social and Industrial Questions (1868)
- "On the Study of Science by Women" in The Contemporary Review (1869)
- "The Political Disabilities of Women" in The Westminster Review (1872)